# 中国共产党第五届中央委员会候补委员列表
中国共产党第五届中央委员会，是1927年5月由中国共产党第五次全国代表大会选举产生的中国共产党中央委员会。其任期至1928年7月。

## 委员名单
大会共选举出14名中央候补委员：
毛泽东、郭亮（1927年5月-1928年3月）、黄平、吴雨铭、陆沉（1927年5月-11月）、刘伯庄（1927年5月-1928年6月）、袁达时（1927年5月-1928年6月）、毛科文、陈潭秋、薛六、林育南、庄文恭（1927年5月-1928年5月）、李震瀛、王亚璋（女）
| 毛泽东 | 郭亮   | 黄平 | 吴雨铭 | 陆沉   | 刘伯庄 | 袁达时 |
| 毛科文 | 陈潭秋 | 薛六 | 林育南 | 庄文恭 | 李震瀛 | 王亚璋 |